# Canal incisif
Le canal incisif (ou canal incisif de Stensen ou canal palatin antérieur) est un canal osseux formé dans l'épaisseur de la suture intermaxillaire au niveau des processus palatins.
Ils aboutissent au niveau du palais dans la fosse incisive situé au fond de la fosse incisive.
En remontant il se divisent en deux canaux secondaires débouchant séparément dans la fosse nasale de chaque côté de la crête nasale.
Il permet le passage du nerf naso-palatin et l'artère grande palatine.

## Galerie

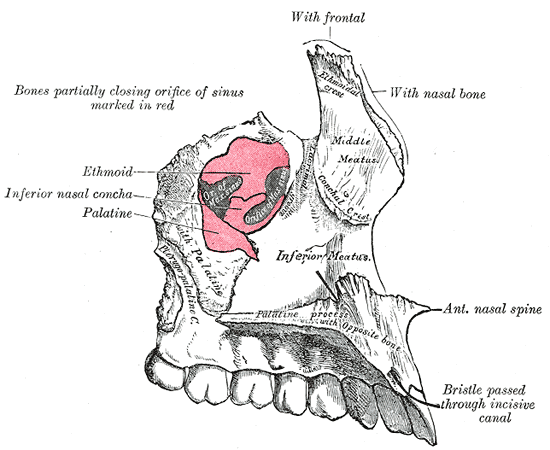
Maxillaire gauche (vue interne)
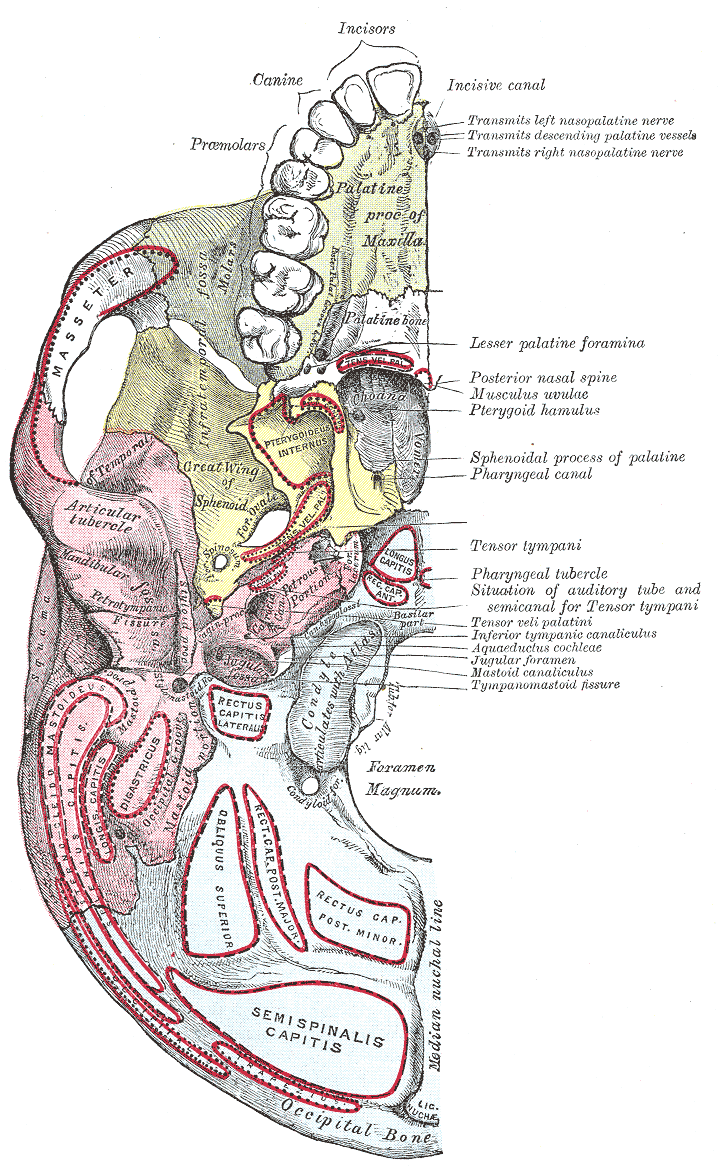
Base du crâne (vue inférieure)
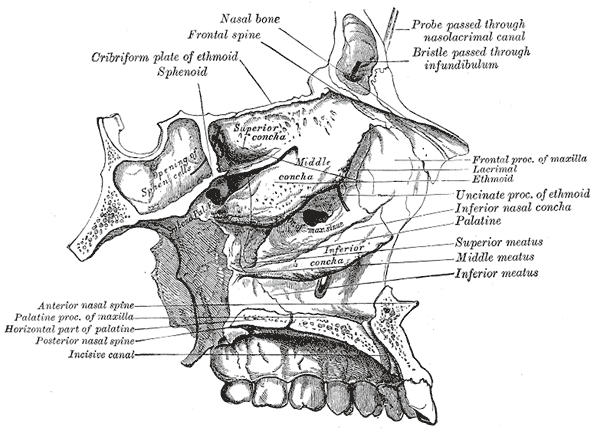
Toit, plancher et paroi latérale de la cavité nasale gauche.
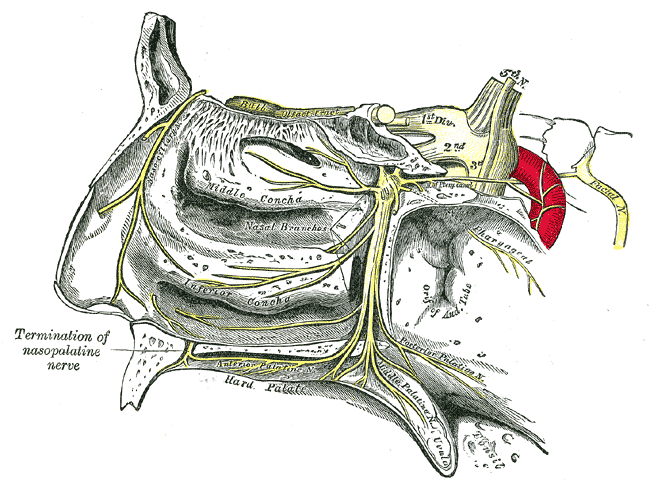
Le ganglion sphéno-palatin et ses branches.